# Theater van Thorikos
Het Theater van Thorikos (Grieks: Αρχαίο Θέατρο Θορικού),  gelegen ten noorden van Lavrio, was een oud-Grieks theater in de deme van Thorikos in Attica, Griekenland. Het heeft de eer het oudste bekende theater ter wereld te zijn, dat dateert van de bouw ervan rond 525-480 voor Christus. Het theater is ongebruikelijk qua ontwerp, omdat het langwerpig is in plaats van de typische halve cirkel.